# Musaranya d'orelles petites de Goodwin
La musaranya d'orelles petites de Goodwin (Cryptotis goodwini) és una espècie de mamífer de la família de les musaranyes que es troba al Salvador, Guatemala i Mèxic.